# Windir
Windir (Altnordisch oder Sognamål: ‚Krieger‘) war eine norwegische Extreme-Metal-Band. Sie wurde oft dem Viking Metal zugeordnet, allerdings behandeln ihre Texte nicht die nordische Mythologie, sondern die Geschichte Sogndals.

## Geschichte
Das Projekt wurde im Winter 1994 „[n]ach einigen Jahren in beschissenen Bands ohne Ambitionen“ von Terje „Valfar“ Bakken als einziges Mitglied gegründet; Valfar lehnte nicht grundsätzlich die Aufnahme weiterer Mitglieder ab, lebte jedoch in Sogndal, wo außer ihm niemand Interesse am Black Metal hatte. Im Zeitraum von 1995 bis 1997 fanden drei oder vier Konzerte in der Umgebung statt, bei denen er auf Mitglieder von Ulcus zurückgriff. Ab der zweiten Demoaufnahme Det gamle riket arbeitete Valfar mit dem Gastschlagzeuger Steingrimm von Ulcus zusammen.
Der Gebrauch eines von der norwegischen faschistischen Partei Nasjonal Samling benutzten Plakats für das Album Arntor führte zu Nachfragen, ob die Gruppe mit dem Nationalsozialismus sympathisieren würde; die Mitglieder von Windir vertreten jedoch keine rechtsextremen Gesinnungen.
Während Windirs Musik komplexer wurde, begann Valfar, mit Gastmusikern zusammenzuarbeiten, darunter neben Steingrimm auch Strom von Ulcus; nach der Aufnahme von Arntor beschloss Valfar, aus dem Soloprojekt eine Band werden zu lassen, und schloss sich mit Mitgliedern von Ulcus zusammen. 2001 erschien 1184 als erstes mit einer kompletten Band eingespielte Windir-Album. Die Besetzung bot Windir außerdem die Möglichkeiten, live aufzutreten.

### Das Ende der Band
Terje „Valfar“ Bakken verließ seine Wohnung am 14. Januar 2004, um zu einer Blockhütte seiner Familie zu wandern. Widrige Wetterverhältnisse machten dieses Vorhaben aber unmöglich und er versuchte wieder zu seiner Wohnung zurückzukehren, was ihm jedoch nicht gelang. Valfar wurde am 17. Januar 2004 unweit seiner Wohnung tot aufgefunden, nachdem er von seiner Familie als vermisst gemeldet worden war. Terje Bakken starb an Unterkühlung. Nach seinem Tod wurde die Band Windir aufgelöst.
Das Album Valfar, ein Windir wurde nach dem Tod Valfars zu seinem Gedenken veröffentlicht. Die Zusammenstellung beinhaltet auf der ersten CD zwei bis dato unveröffentlichte Einspielungen, diverse Neu-Einspielungen, sowie von verschiedenen befreundeten Bands (Enslaved, Finntroll und Mindgrinder) eingespielte Windir-Titel. Die zweite CD ist eine Zusammenstellung aus diversen bedeutenden Liedern der Band. Im Juni 2005 erschien eine Windir-DVD, welche den Titel SognaMetal trägt und das gesamte Abschiedskonzert Windirs am 3. September 2004 (Valfars 26. Geburtstag) beinhaltet. Auf diesem übernahm bei einigen Liedern Valfars Bruder Vegard den Gesang.
Die Ex-Windir-Mitglieder Hváll, Steingrim und Sture gründeten mit einem Freund (Ese) eine neue Band namens Vreid (‚Zorn‘), die im Herbst 2004 ihr erstes Album Kraft herausbrachte. Mittlerweile gibt es mit Cor Scorpii und Mistur weitere Bands, die ebenfalls aus ehemaligen Windir-Mitgliedern bestehen.

## Diskografie
- 1994: Sogneriket (Demo, MC, Eigenvertrieb)
- 1995: Det gamle riket (Demo, MC, Aurvang Productions)
- 1997: Sóknardalr (Album, CD, Head Not Found)
- 1999: Arntor (Album, CD, Head Not Found)
- 2001: 1184 (Album, CD, Head Not Found; MC, Mosh Records)
- 2003: Likferd (Album, CD, Head Not Found)
- 2004: Valfar, ein Windir (Kompilation, 2xCD, Tabu Recordings)
- 2005: SognaMetal (Konzertalbum, DVD, Tabu Recordings)

Beiträge auf Kompilationen:
- 1996: Morkets Fyste .. The Sovereign Of Darkness auf Legions Of Iron & Steel - Angel Dust Compilation Volume I (CD, Angel Dust Records)